# Vrijheidspartij van Zwitserland
De Vrijheidspartij van Zwitserland (Duits: Freiheits-Partei der Schweiz, Frans: Parti de la Liberté, Italiaans: Partito Svizzero della Libertà, Reto-Romaans: Partida Svizra da la Libertad), is een rechtse Zwitserse partij die tot 1999 in de Nationale Raad (tweede kamer federaal parlement) was vertegenwoordigd. Tegenwoordig is de FPS geen sterke partij meer, ook niet op kantonnaal niveau, behalve in de stad Biel, waar Jürg Scherer van de FPS directeur van politie is. Hij is tevens voorzitter van de FPS.

## Geschiedenis
De voorganger van de FPS, de Autopartij, werd in 1985 opgericht in het kanton Zürich. De partij werd opgericht als tegenhanger van de Groene Partij van Zwitserland (GPS). Al snel werden in andere kantons soortgelijke partijen opgericht die zich samenvoegden. De Autopartij begon als een typische protestpartij die zich inzette voor de belangen van de automobilist. Volgens de Autopartij (AP) werd de milieuproblematiek overdreven en probeerde de GPS het de automobilisten moeilijk te maken. De partij maakte een snelle groei door en bij de kantonnale verkiezingen in 1988 in de kantons Sankt Gallen, Thurgau en Schaffhausen werden kandidaten van de AP in de kantonsparlementen gekozen. Inmiddels nam de AP ook standpunten in over andere onderwerpen, zoals over asiel- en economische vraagstukken. De partij groeide uit tot een ([extreem-]rechtse) partij voor de "gewone man."
In 1991 deed de AP voor het eerst mee met de federale verkiezingen. De partij ging de verkiezingsstrijd in met twee belangrijke thema's: De asiel- en drugsproblematiek. De partij kreeg 5,07% van de stemmen, goed voor acht zetels in de Nationale Raad (tweede kamer federaal parlement). Vanuit de Nationale Raad ageerde de AP op agressieve wijze tegen de Bilaterale verdragen tussen Zwitserland en de EU. De AP ageerde vanzelfsprekend ook tegen eventuele toetreding tot de EU. Daarnaast streefde de partij naar een streng asielbeleid. Interne partijtwisten, o.a. tussen de centrale partijleiding en de partijleidingen van de kantonnale afdelingen. De kantonnale afdelingen in Franstalig Zwitserland hielden zich bijvoorbeeld vooral bezig met de rechten van de automobilist, terwijl de Duitstalige afdelingen steeds extreemrechtse standpunten innam.
In 1994 veranderde partijnaam in Vrijheidspartij van Zwitserland. De agressieve toon van de FPS sprak echter steeds minder kiezers aan. Bij de federale verkiezingen van 1995 behaalde de FPS nog maar 3,97% van de stemmen, goed voor 5 zetels. Bij de verkiezingen van 1999 kreeg de FPS 0,87% van de stemmen, niet genoeg voor een zetel.
In 2001 was de FPS alleen nog in de kantonsparlementen van de kantons Aargau en Bern vertegenwoordigd. In hetzelfde jaar werd de afdeling van het kanton Thurgau opgeheven. In het kanton Solothurn stapten de afgevaardigden van de FPS in het kantonsparlement over naar de Zwitserse Volkspartij en de FPS-Bern werd in 2002 opgeheven. Verkreeg de FPS (Autopartij) in 1991 bij de kantonnale verkiezingen in het kanton Zürich nog 2 zetels, in 2003 kreeg de partij nog maar 0,1% van de stemmen, niet genoeg voor een zetel. In 2005 verloor de FPS haar zetel in de Grote Raad van het kanton Aargau. Behalve in de stad Biel, is de FPS niet meer van betekenis. Bij de parlementsverkiezingen van 21 oktober 2007 verkreeg FPS opnieuw onvoldoende stemmen (opnieuw 0,1%) om in de Nationale Raad te worden vertegenwoordigd.

## Ideologie
De FPS is een uiterst-rechtse partij. De partij neemt het "op" voor de "kleine man" (kleine burgerij). De partij is voorstander van autoverkeer boven openbaar vervoer en is maar weinig geïnteresseerd in het natuur- en milieubehoud. De FPS is voorstander van een streng asielbeleid en is tegen legalisering van drugs. Ook is de partij tegen wetsartikelen die discriminatie verbieden. Voorzitter Jürg Scherer (politiechef in Biel) werd in 2002 aangeklaagd wegens racistische uitlatingen, hij werd echter vrijgesproken (ook in hoger beroep in 2003).

## Voorzitters
- Michael Dreher (1985-1990)
- Jürg Scherer (1990-)

## VerkiezingsuitslagenNationale Raadvanaf 1990
| Zetelverdeling 1990-2003 |
| ------------------------ |
| 1990: 8                  |
| 1995: 5                  |
| 1999: 0                  |
| 2003: 0 (0,1%)           |
| 2007: 0 (0,1%)           |